# Иван Босев
Иван Петров Босев е български политически офицер, генерал-лейтенант.

## Биография
Роден е на 15 май 1924 г. в пловдивското село Неделево. От 1939 г. е член на РМС, а от 1944 г. и на БКП. През август 1944 г. влиза във Втора средногорска бригада „Васил Левски“. На 27 септември 1944 г. е назначен за помощник-командир на 8-ма дивизионна свързочна дружина. След войната продължава да служи като политически офицер в дружината. Издига се до заместник-командир по политическата част на дивизията. След това е назначен за инспектор в Главното политическо управление на българската народна армия (ГлПуна). Там отговаря за политическите органи на ПВО и ВВС. Същевременно е избран за секретар на партийната организация в ГлПуна. Изпратен е да учи във вечерния университет към Централния дом на армията. Началник на отдел в „Организационното управление“ на ГлПуна. След това е заместник-началник на Управлението. Завършва политическия факултет на Военната академия в София. През 60-те години е член на Военния съвет и началник на политическия отдел на първа армия (от 1961). От 1964 г. е генерал-майор. От 1983 г. е заместник-началник на Главното политическо управление на българската народна армия. От април 1986 г. е член на Централната контролно-ревизионна комисия на ЦК на БКП Награден е с орден „За храброст“, IV ст., 2 кл. Публикува спомени, озаглавени „Всеки със съдбата си. Записки на един о.з. полит. офицер.“ Изд. Булгарика, 1997